# 莫斯科站 (聖彼得堡)
莫斯科車站（羅馬化：Moskovsky vokzal）是俄羅斯第二大城市聖彼得堡的一個鐵路總站，是莫斯科－聖彼得堡鐵路的北終點站，地址是涅瓦大街85號。前往莫斯科、俄國中南部、西伯利亞、克里米亞和烏克蘭東部的列車在這裡開出。
1851年啟用，當時以沙皇尼古拉一世命名，稱為尼古拉耶夫斯基站。1924年改名為十月站。1930年改用現名。
1993年一座彼得大帝青銅胸像揭幕。

## 接駁地鐵站
- 起義廣場站（一號線）
- 馬雅科夫斯基站 (聖彼得堡地鐵)（三號線）